# Kamouraska (regionale Grafschaftsgemeinde)
Kamouraska ist eine regionale Grafschaftsgemeinde (französisch municipalité régionale du comté, MRC) in der kanadischen Provinz Québec.
Sie liegt in der Verwaltungsregion Bas-Saint-Laurent und besteht aus 19 untergeordneten Verwaltungseinheiten (zwei Städte, zehn Gemeinden, fünf Sprengel und zwei gemeindefreie Gebiete). Die MRC wurde am 1. Januar 1982 gegründet. Der Hauptort ist Saint-Pascal. Die Einwohnerzahl beträgt 21.073 und die Fläche 2.244,73 km², was einer Bevölkerungsdichte von 9,4 Einwohnern je km² entspricht (Stand: 2016).

## Gliederung
Stadt (ville)
- La Pocatière
- Saint-Pascal

Gemeinde (municipalité)
- Kamouraska
- Mont-Carmel
- Rivière-Ouelle
- Saint-Alexandre-de-Kamouraska
- Saint-André-de-Kamouraska
- Saint-Bruno-de-Kamouraska
- Saint-Denis-De La Bouteillerie
- Sainte-Hélène-de-Kamouraska
- Saint-Gabriel-Lalemant
- Saint-Germain-de-Kamouraska
- Saint-Onésime-d’Ixworth
- Saint-Pacôme

Sprengel (municipalité de paroisse)
- Saint-Germain
- Saint-Joseph-de-Kamouraska
- Saint-Philippe-de-Néri
- Sainte-Anne-de-la-Pocatière

Gemeindefreies Gebiet (territoire non organisé)

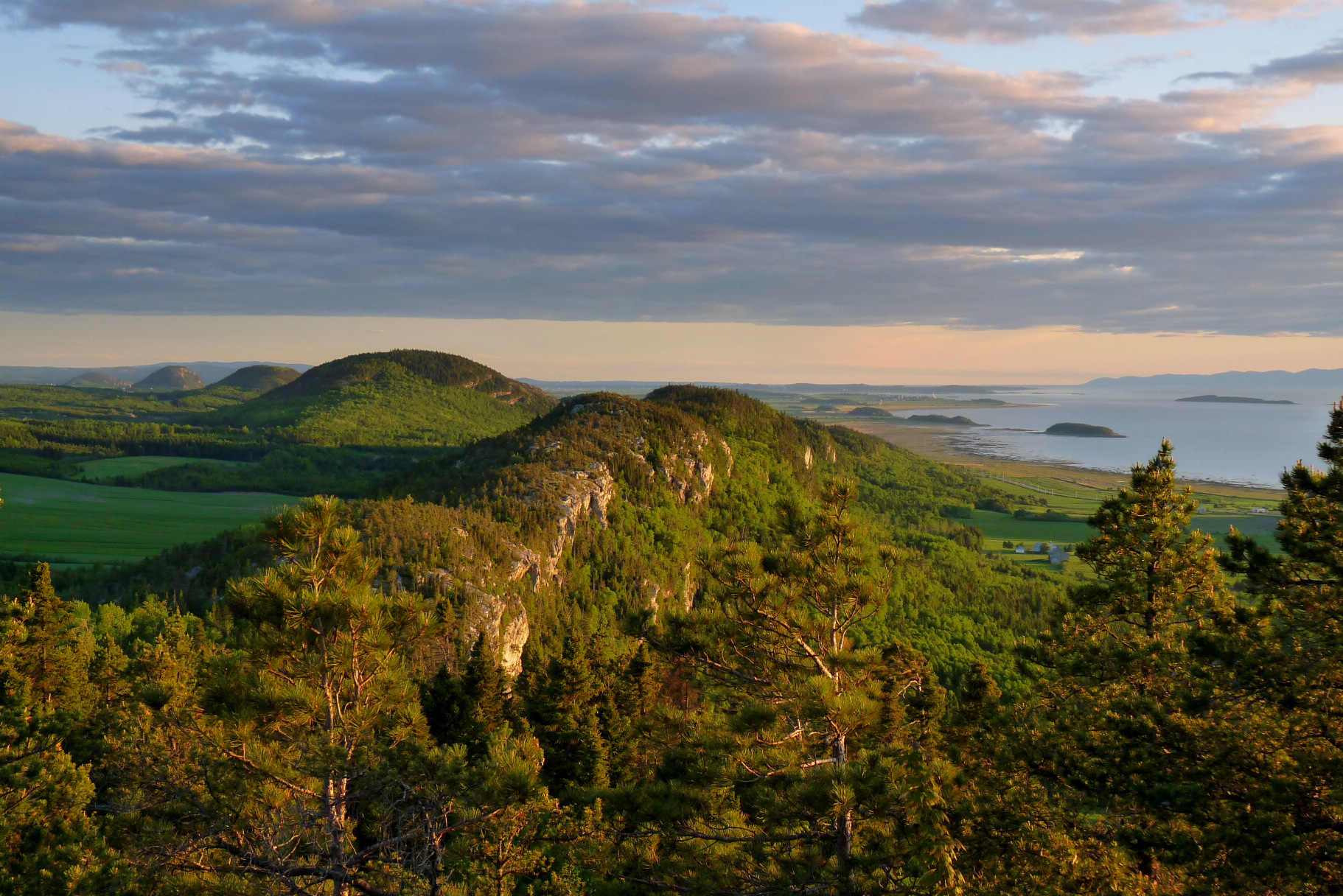
Inselberge in Saint-André

- Petit-Lac-Sainte-Anne
- Picard